# Ньютон-метр
Ньютон-метр (позначення: Н·м, англ. newton-metre, N·m) — одиниця вимірювання моменту сили в Міжнародній системі одиниць SI. Один ньютон-метр дорівнює моменту сили, створюваному силою, яка дорівнює 1 Н, відносно точки, розташованої на відстані 1 м від лінії дії цієї сили.
Окрім ньютон-метра (Н·м), у механіці застосовуються позасистемні одиниці вимірювання моменту сили, як-от кГс·м, фунто-дюйм (lb-in), фунто-фут (lb-ft) та інші.
Фунто-дюйм (lb-in) та фунто-фут (lb-ft) — одиниці вимірювання крутного (обертового) моменту, що використовуються в Англійській системі мір або в дюймовій системі вимірювань.
- 1 Н·м = 0,1019 кГс·м (1 кГс·м = 9,80665 Н·м)
- 1 Н·м = 8,8507 Lb-in
- 1 Н·м = 0,7375 Lb-ft